# Fränzi Mägert-Kohli
Fränzi Mägert-Kohli (* 31. Mai 1982 als Franziska Kohli in Thun) ist eine Schweizer Snowboarderin.
Sie ist Bronzemedaillen-Gewinnerin im Parallel-Riesenslalom der WM 2007 in Arosa. Im April 2006 wurde sie Schweizer Meisterin im Parallel-Riesenslalom. Bei der Snowboard-Weltmeisterschaft 2009 in Korea wurde Mägert-Kohli Weltmeisterin im Parallelslalom.
Hauptberuflich arbeitet sie als Pharmaassistentin in einer Apotheke in Spiez. Seit Juni 2007 ist sie mit Christian Mägert verheiratet.